# パブ (衛星)
パブ ((66652) Borasisi I Pabu) は、太陽系外縁天体 (66652) ボラシシの衛星、または二重小惑星の伴星。主星ボラシシの直径が166km前後なのに対し、ポルキュスはその8割強の大きさである。
2003年4月23日にハッブル宇宙望遠鏡によって発見され、2007年9月26日にSF小説『猫のゆりかご』の作中で語られる神話に登場する〈ボラシシ〉（太陽）の妻〈パブ〉（月）にちなんで命名された。